# Compostela (Messico)
Compostela  è una municipalità dello stato di Nayarit, nel Messico centrale, il cui capoluogo è l'omonima località.
La popolazione della municipalità è di 75 520 (2015) e copre un'area di 1895,15 km².

## Storia
Compostela, localizzata a circa 40 km a sud di Tepic, è un'antica località mineraria, il cui nome deriva dalla città di Santiago di Compostela in Galizia.
Fu fondata dall'esploratore spagnolo Cristóbal de Oñate il 25 luglio 1540.
La città è circondata da una vasta zona coltivata a tabacco, mentre nella piazza principale si trova l'importante chiesa parrocchiale del XVI secolo.
Negli ultimi anni alcuni villaggi di pescatori che sorgono a sud-ovest della città si sono trasformati in località balneari molto frequentate, dando vita ad attività turistiche.